# جارد لان
جارد لان (بالإنجليزية: Jared Lane)‏ هو فنان قصص مصورة نيوزيلندي، ولد في 1972.